# Línea 25 (Córdoba)
La Línea 25 es una línea de transporte urbano de pasajeros de la ciudad de Córdoba, Argentina. El servicio está actualmente operado por la empresa TAMSE.
Anteriormente el servicio de la línea A5 era denominada A5 desde 2002 por la empresa Ciudad de Córdoba, hasta que el 1 de marzo de 2014, por la implementación del nuevo sistema de transporte público, la A5 se fusiona como 25 operada por la misma empresa, hasta el 31 de Julio del mismo año, ciudad de Córdoba deja de prestar servicio a los corredores 2 y 7 y pasan a manos de ERSA Urbano, dónde está operó hasta el 1º de marzo de 2024, pasando junto con el corredor 7 a TAMSE actualmente.

## Recorrido
De Universidad Siglo 21 a Fincas del Sur
 Servicio diurno.
IDA: Desde Universidad Siglo 21 – Ingresa al Aeropuerto – RP E53 – Av. La Voz del Interior –  Bv Rivadavia – Spilimbergo – Bv de los Genoveses – Bv de Los Italianos – Bv Los Alemanes – La Voz del Interior – Av. Monseñor Pablo Cabrera – Francisco Drummond – Talavera de Madrid – Gral. Manuel Oribe – Padre Grenon – Hernando Magallanes – Av. Zarate – Av. Cornelio Saavedra – Soldado Ruiz – Videla Castillo – Colombres – Federico Brandsen – Av. Castro Barros – Av. Santa Fé – Av. Colón – Av. Emilio Olmos – Salta – Ob Salguero – Bv Illia – Bajada Pucará – Revolución de Mayo – Av. Madrid – Av. Bernardo O’Higgins – Camino a San Carlos hasta Mauricio Revigliono.
REGRESO: (Inicia Vuelta Redonda) – Mauricio Revigliono – Calle Publica 5 Bº Fincas del Sur – Calle Principal Quinta de Flores – Rotonda de Camino San Carlos – (Fin de Vuelta Redonda) – Camino a San Carlos – Av. Bernardo O’Higgins – Av. Madrid – Dr. Ricardo Luti – Bajada Pucará – Sabattini – Illia – Bv San Juan – Mariano Moreno – Av. Colón – Av. Santa Fé – Palestina – Bv. Los Andes – Soldado Ruiz- Av. Cornelio Saavedra – Av. Zarate – Av. Monseñor Pablo Cabrera – Av. La Voz del Interior – Bv Los Alemanes – Spilimbergo – Bv Rivadavia – La Voz del Interior – Cruce Bv Los Alemanes – La Voz del Interior – RP E53 – Ingreso Aeropuerto – Ingresa a Universidad Siglo 21.